# Morancourt
 Morancourt  ist eine französische Gemeinde mit 132 Einwohnern (Stand: 1. Januar 2022) im Département Haute-Marne in der Region Grand Est. Sie gehört zum Arrondissement Saint-Dizier und ist Mitglied im Gemeindeverband Communauté d’agglomération du Grand Saint-Dizier, Der et Vallées. Die Bewohner werden Touilles genannt.
Die Gemeinde Morancourt liegt auf dem Plateau zwischen den Flüssen Marne und Blaise, zehn Kilometer westlich von Joinville.

## Bevölkerungsentwicklung

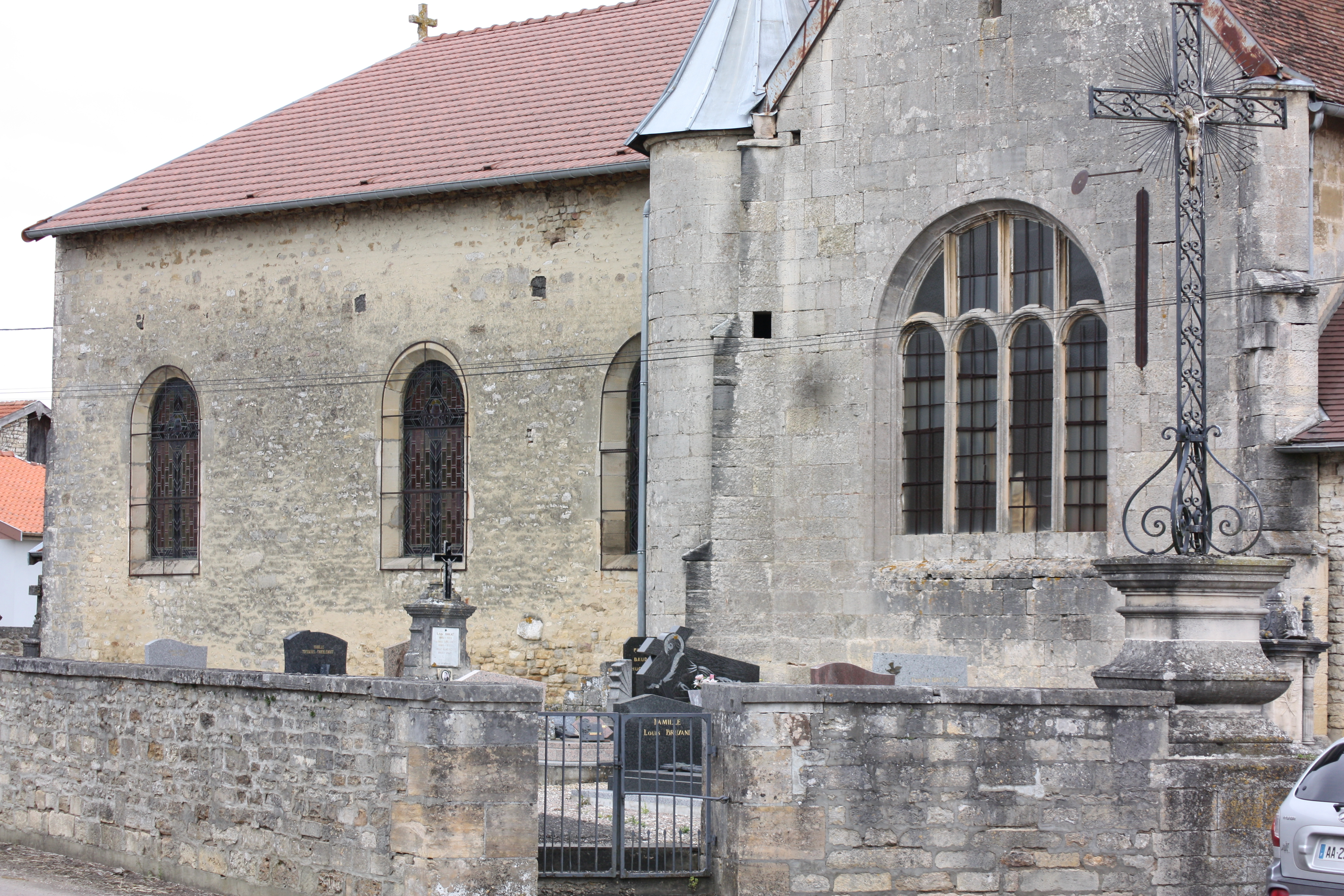
Kirche Saint-Pierre-ès-Liens

| Jahr      | 1962 | 1968 | 1975 | 1982 | 1990 | 1999 | 2011 | 2018 |
| --------- | ---- | ---- | ---- | ---- | ---- | ---- | ---- | ---- |
| Einwohner | 176  | 171  | 153  | 128  | 110  | 99   | 142  | 133  |